# Танёнки
Танёнки — деревня в Кезском районе Удмуртской республики.

## География
Находится в северо-восточной части Удмуртии на расстоянии приблизительно 21 км на северо-восток по прямой от районного центра поселка Кез.

## История
Известна с 1873 года как починок Верх-Лыпа (Старушата) с 93 дворами. В тот период здесь существовали также не учитываемые отдельно починки Крюковский, Семятский, Мазаевский, Гордонский, Галкинский, Осиновский, Новоселовский, Ярковский и Павловский. В 1905 (уже починок Таненский или Галкины) 10 дворов, в 1924 (Тоненский или Галкинский) - 15 (все дворы русские). Современное название и статус деревни с 1932 года. До 2021 года входила в состав Кузьминского сельского поселения.

## Население
Постоянное население составляло 241 человек (1873), 54 (1905), 71 (1924), 130 человек в 2002 году (русские 91 %), 73 в 2012.